# Balti pályaudvar
A Balti pályaudvar (észtül Balti jaam) Tallinnban található vasúti személyforgalmi pályaudvar. Napjainkban 12 vágánnyal és hat peronnal rendelkezik. A 9,3 ha területű pályaudvar elővárosi, távolsági és nemzetközi vonatokat szolgál ki. A fejpályaudvarról három irányba, nyugatra, délre és keletre indulnak vonatok. A pályaudvar tulajdonosa és üzemeltetője a Go Group cég (a RealWay leányvállalatán keresztül).
A pályaudvar mellett található az Észt Vasutak új központi épülete, valamint a Go Group cég 2000-es évek elején épült Go Hotel Shnelli szállodája. A pályaudvar mellett van kiállítva az L–2317 pályaszámú, L sorozatú gőzmozdony.  Mellette található a pályaudvarról elnevezett piac (Balti jaama turg) is.
Tallinn tömegközlekedésében fontos szerepet játszik.

## Története
A pályaudvart 1870-ben építették mint a Szentpétervár–Paldiski-vasútvonal fő észtországi állomását. 1870. november 5-én nyitották meg. Az állomásépületet azonban nem készült el a megnyitásra, azt csak egy évvel később adták át. Az akkori épületet Rudolf Otto von Knüpffer balti német építész tervezte. 1923-ban villamosították a Tallinn–Pääsküla vasútvonalat, így Tallinnból 1924. szeptember 21-én indulhatott el az első villamos vonat.

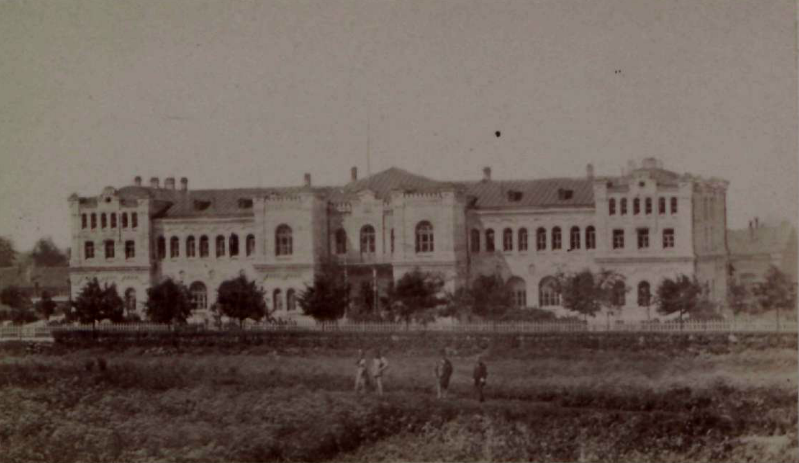
Az 1870-es évek elején épült első állomásépület

Az 1924. december 1-jei kommunista puccskísérlet során Jakob Vakker vezetésével támadták a pályaudvart is. 1928-ban a pályaudvaron új peront építettek az elővárosi vonatoknak. Az állomás teherpályaudvari részét az 1930-as években felszámolták és átköltöztették Kopliba (ez napjainkban Tallinn városrésze), helyére pedig a személyvonatok számára építettek tárolóvágányokat.

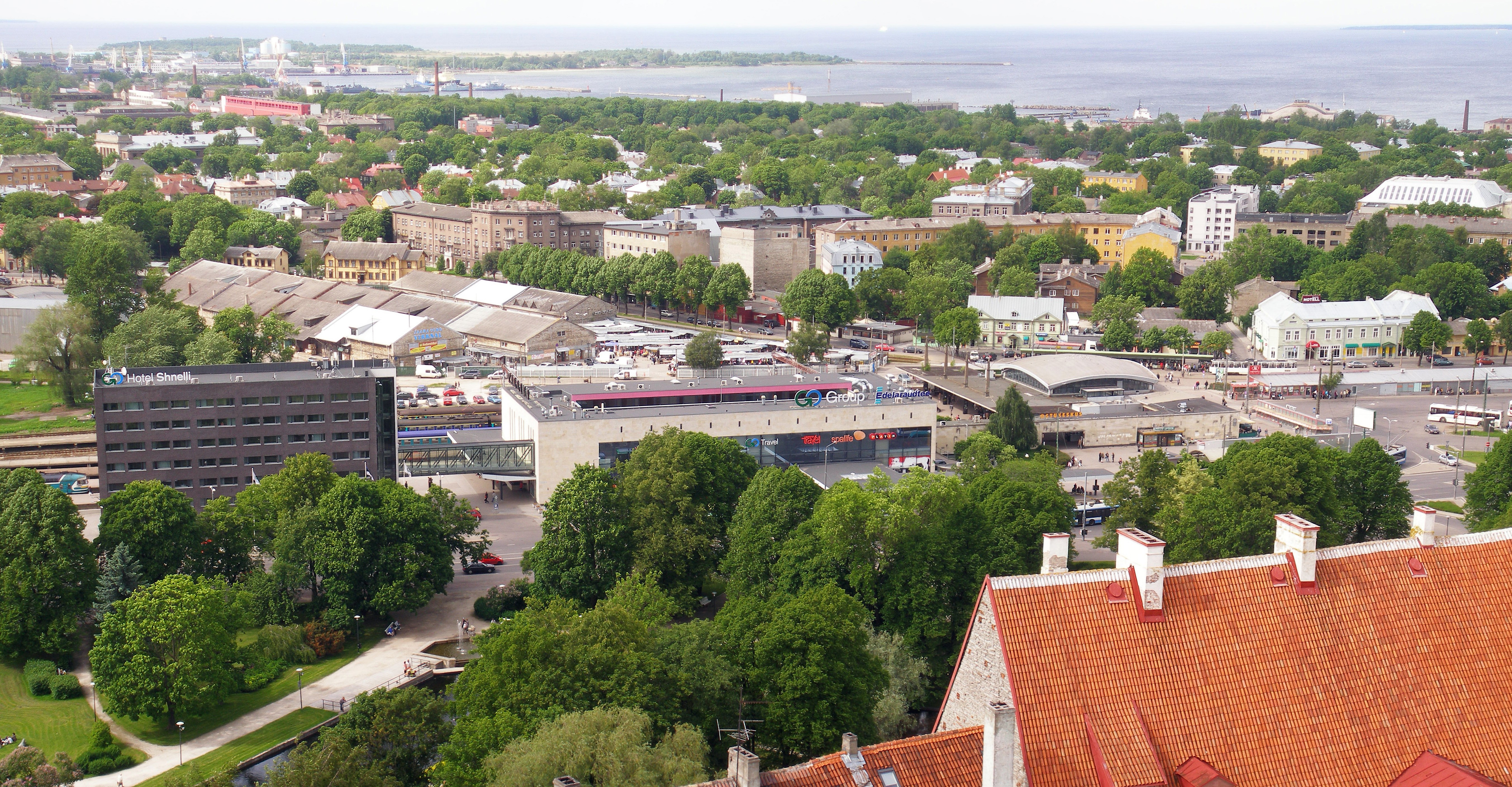
A Balti pályaudvar látképe az Óvárosból

A második világháború alatt, 1941-ben az állomás épületét felgyújtották a német támadás elől visszavonuló szovjet csapatok. A háború után, 1944. szeptember 23-án először a Tallinn–Nõmme közötti rövid szakaszon, majd néhány nap múlva a Tallinn–Keila szakaszon indult el újra a vonatközlekedés. A Tallinn és Pääsküla között villamosított vonalon 1946-ban indult újra a forgalom.
A pályaudvar épületét 1945-ben részlegesen helyreállították, de csak 1967-re állították helyre teljes egészében. 1962-ben külön várótermet építettek az elővárosi forgalom számára. A pavilon jellegű építmény 20×20 m alapterületű.
A Szovjetunió felbomlása után a vasúti személyszállítás jelentősége, így a tallinni pályaudvar kihasználtsága is jelentősen csökkent.
2005-ben felújították a főépületet, 2012-ben pedig a pályaudvar peronjait. Ennek során az újonnan forgalomba állított alacsony padlós Stadler FLIRT motorvonatokhoz jelentősen csökkentették a peronok magasságát (110 cm-ről 55 cm-re). Az elővárosi várócsarnokban először üzleteket nyitottak, napjainkban pedig rendezvényterem.

## Állomásépület
Az állomás főépülete kétszintes. A földszinten a váróterem, a jegyárusító pénztárak és pultok helyezkednek el. Emellett a földszinten üzemel posta, élelmiszerbolt is. Az emeleti részen étterem és egy wellness központ működik. Az állomás épületében Wi-Fi hotspot érhető el.

## Közlekedési kapcsolat

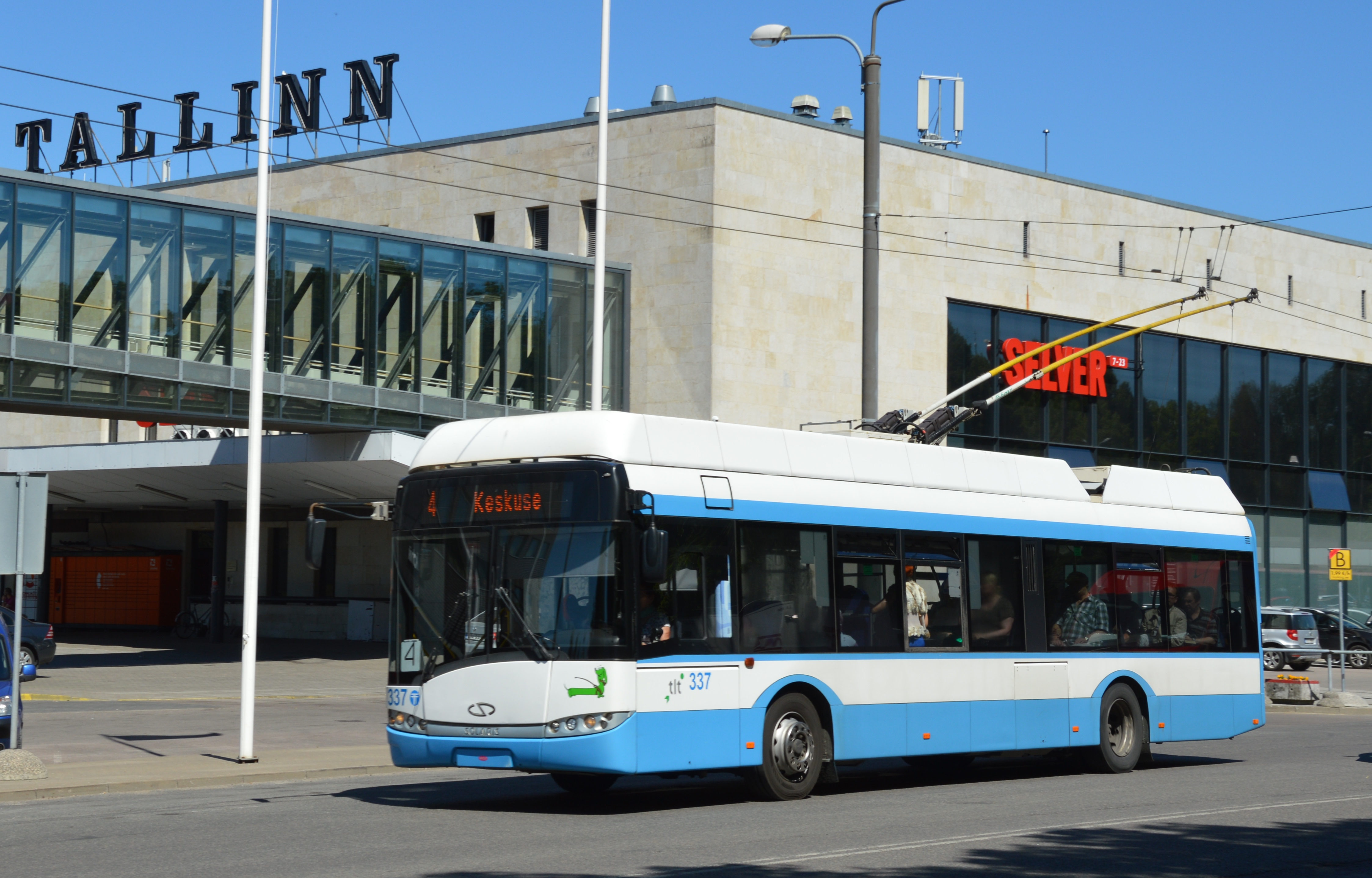
A 4-es vonalon közlekedő Solaris Trollino 12 trolibusz a Balti pályaudvar előtt

A pályaudvar az Óváros és a tallinni kikötő közelében helyezkedik el. A városközpont felől gyalogosan aluljárón keresztül is megközelíthető.
A pályaudvar jó tömegközlekedési kapcsolattal rendelkezik. Mellette távolsági autóbusz-állomás működik. Emellett több helyi autóbusz-, trolibusz- és villamosjárat érinti.

### Helyi autóbuszvonalak
- 21
- 21B
- 41
- 41B
- 43
- 59

### Trolibuszvonalak
- 4
- 5

### Villamosvonalak
- 1
- 2

## Forgalom

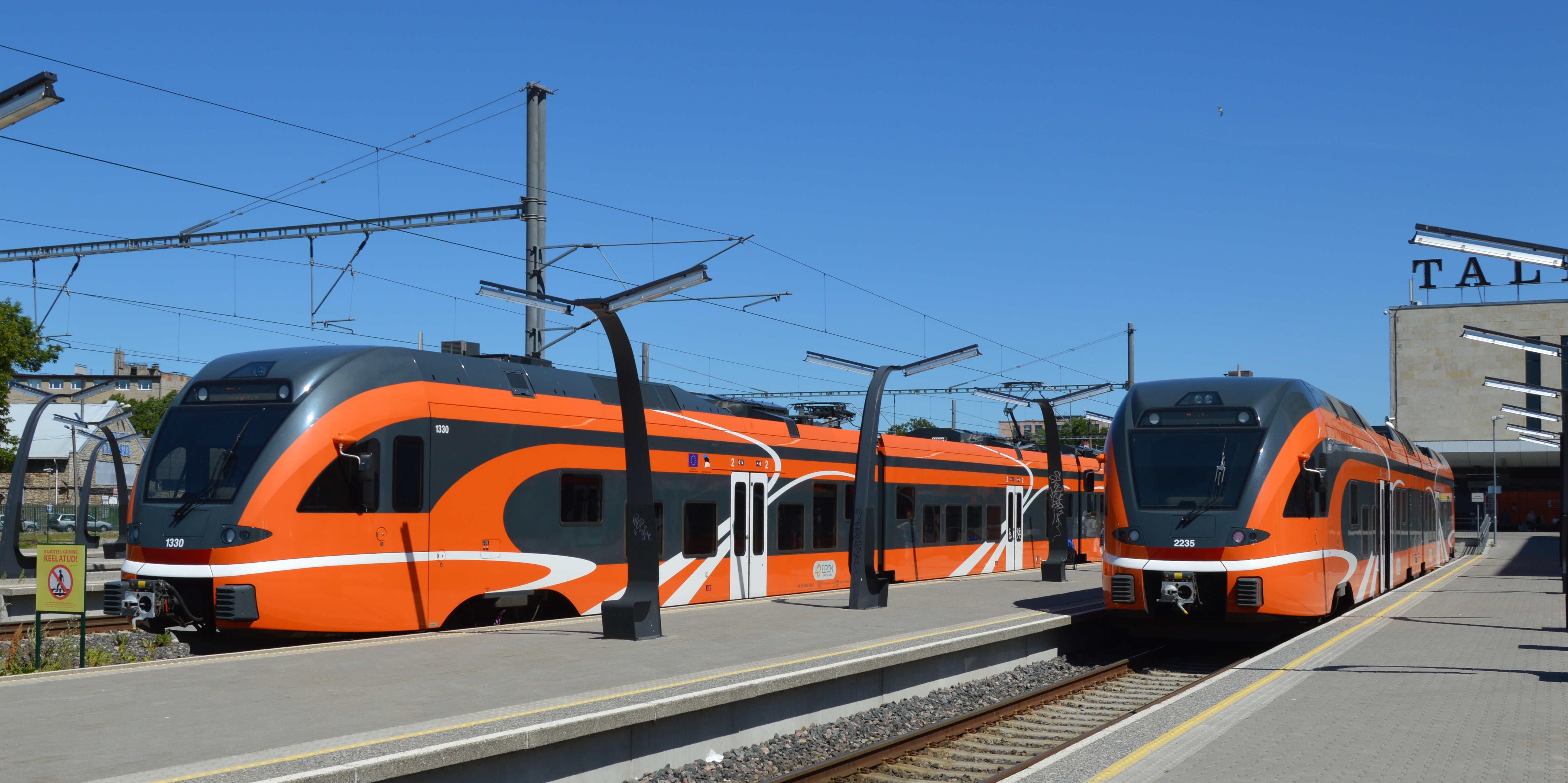
Az Elron Stadler FLIRT motorvonatai a pályaudvaron 2015-ben

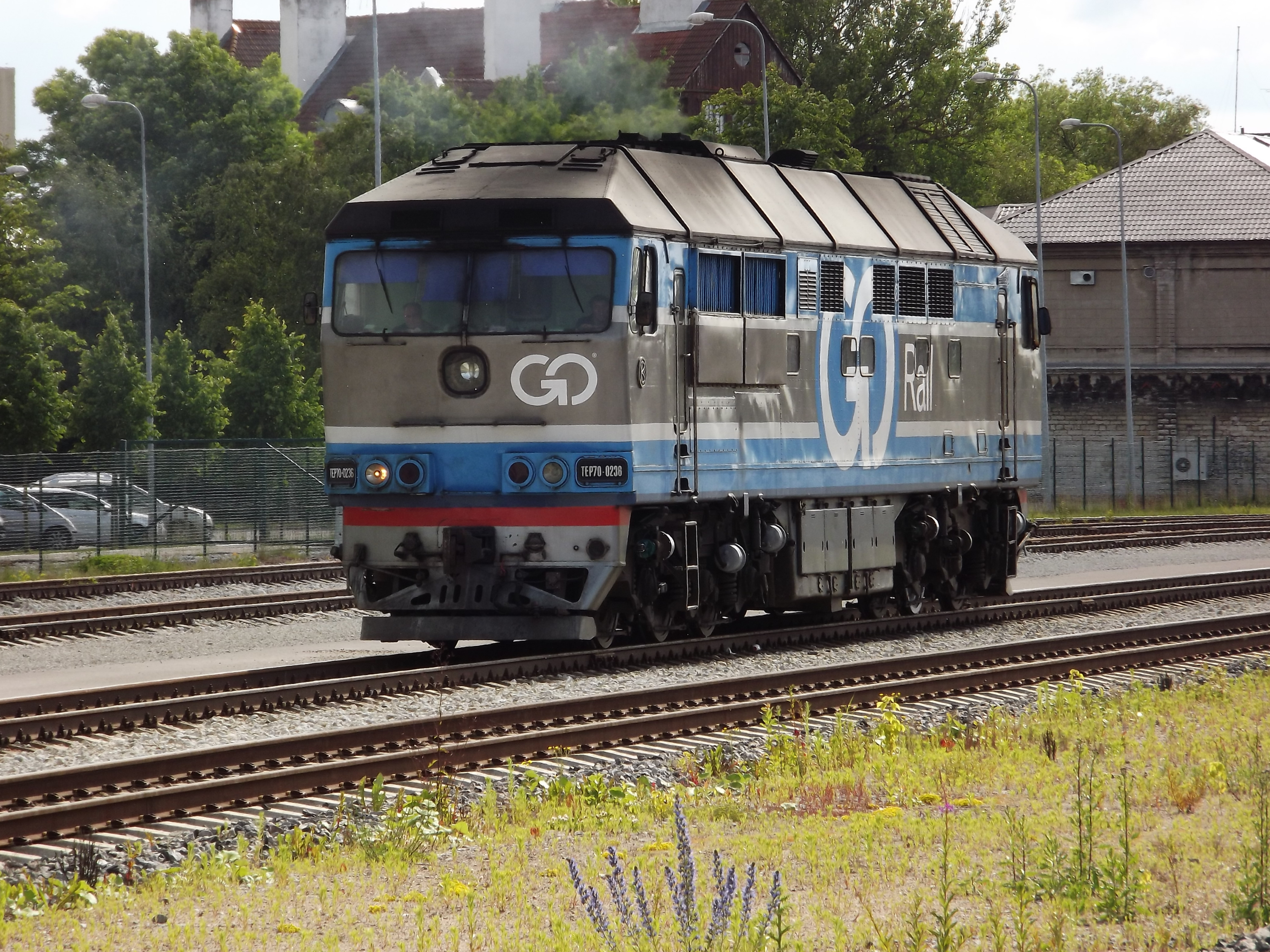
A GoRail TEP70 dízel-villamos mozdonya a Balti pályaudvaron 2014-ben

### Elővárosi forgalom
Az elővárosi forgalomban az Elron villamos motorvonatokat üzemeltet az alábbi vonalakon:
- Tallinn–Pääsküla
- Tallinn–Keila
- Tallinn–Paldiski
- Tallinn–Riisipere
- Tallinn–Kloogaranna

### Távolsági forgalom
A távolsági forgalomban az Elron dízel motorvonatokat üzemeltet az alábbi vonalakon:
- Tallinn–Narva
- Tallinn–Tartu–Valga
- Tallinn–Rapla
- Tallinn–Türi
- Tallinn–Viljandi
- Tallinn–Pärnu

### Nemzetközi forgalom
A Balti pályaudvarról korábban két külföldi városba, Moszkvába és Szentpétervárra közlekedtek nemzetközi járatok. A vonatokat az észt GoRail cég üzemeltette. A nemzetközi járatok a Covid19 járvány kezdete óta szünetelnek.
Korábban Rigával is volt vasúti kapcsolat, de az alacsony kihasználtság miatt napjainkban nem üzemeltetik.